# Trampa para un violador
Trampa para un violador (título en italiano La Casa Sperduta nel Parco; título en inglés The House on the Edge of the Park) es una película de 1980 del director italiano Ruggero Deodato. Protagonizada por David Hess, conocido por The Last House on the Left, Annie Belle y Giovanni Lombardo Radice.
La película fue filmada en tres semanas con un presupuesto limitado. Los exteriores se filmaron en Nueva York y las escenas de interior en un estudio de Roma. Se estrenó en Estados Unidos en 1980 y no llegó a Italia, país de origen de la producción, hasta 1984 debido a la gran controversia que todavía duraba en torno a Holocausto caníbal.

## Argumento
Alex es un asesino que ha matado a muchas personas durante muchos años. Una noche, mientras conduce por la ciudad de Nueva York, se encuentra con una joven que se le acerca. Juntos se dirigen a un parque apartado de la ciudad. Alex la seduce, pero cuando ella intenta escapar, él abusa sexualmente de ella de manera violenta, y la mata, llevándose un collar como trofeo. 
A continuación, Alex está con su amigo Ricky en el taller mecánico donde ambos trabajan, y tienen la intención de ir a una discoteca. Pero antes de salir y cerrar el garaje mecánico, se detiene frente a ellos una pareja muy elegante para pedirles que les revisen el auto. Alex se niega a revisarlo, diciéndoles que el taller mecánico ya está cerrado. La pareja, llamados Tom y Lisa, les ofrece una buena cantidad de dinero a cambio de que revisen el auto, y Alex y Ricky aceptan y lo reparan. Tom y Lisa se lo agradecen y les explican que era una urgencia, pues se dirigen a una fiesta en Nueva Jersey. Alex y Ricky les piden poder acompañarlos a la fiesta, y la pareja acepta la propuesta. Sin embargo antes de ir Alex busca todas las armas que tiene para así poder ir a la fiesta no sólo a divertirse, sino a hacer lo que más le gusta: asesinar personas. 

## Elenco
- David Hess - Alex
- Christian Borromeo - Tom
- Annie Belle - Lisa
- Giovanni Lombardo Radice - Ricky
- Marie Claude Joseph - Glenda
- Gabriele Di Giulio - Howard
- Lorraine de Selle - Gloria

## Música
En la banda sonora de la película destacan dos canciones que se hicieron relativamente conocidas:
- "Sweetly" escrita por Riz Ortolani e interpretada por Diana Corsini
- "Do It To Me" escrita por Riz Ortolani e interpretada por Charlie Cannon, Rosa Maria D'Andrea y Patrizia Neri.
- "Give Me a Chance" escrita por Riz Ortolani e interpretada por Charlie Cannon, Rosa Maria D'Andrea y Patrizia Neri.

## Crítica
El crítico de cine Louis Paul considera que "(...)es una película viciosa sobre la corrupción y la sociedad. También es una apenas velada adaptación de La última casa a la izquierda de Wes Craven.
- Filmaffinity le otorga una puntuación de 4.9 sobre 10.
- IMDb le otorga una puntuación de 5.7 sobre 10.
- Abandomoviez le otorga una puntuación de 6.01 sobre 10.
- Los usuarios de AllMovie le otorgan una puntuación de 2 sobre 5.

## Secuela
El 27 de febrero de 2011, el sitio web de películas Dread Central informó que la productora británica North Bank Entertainment se estaba asociando con el director Deodato y el actor Radice para rodar The House on the Edge of the Park Part II, una secuela directa de la película original.